# 강촌교
강촌교(江村橋)는 강원특별자치도 춘천시 남산면과 서면을 잇는 총 연장 282m의 북한강의 다리로 1981년에 개통이 되었다. 지방도 제403호선이 통과한다. 32톤 이상 차량은 통행이 제한되어 있다.

## 등선교
현재의 강촌교 옆에는 등선폭포에서 이름을 딴 등선교(登仙橋)라는 이름의 현수교가 있었으며, 일명 '출렁다리'로 불렸다. 등선교는 1972년 12월에 개통되었으며, 당시 대림산업이 대한민국 최초로 건설한 현수교 공법의 교량으로 대중들로부터 큰 호기심을 불러 일으켰다. 대한민국에서는 처음 선보인 현수교였던 등선교가 명물이 되면서 강촌은 연간 100만명 이상의 관광객을 끌어 모으는 영서지역의 대표적 관광지가 되었다. 안전을 이유로 1/4톤 미만 차량만 다니도록 설계가 되었음에도 불구하고 손님과 짐을 실은 버스와 트럭의 통행을 묵인하다 바위산에 박아놓은 지지선에 균열이 가는 중대한 문제가 발생하여 1981년 강촌교 개통 이후 차량통행이 전면 금지되었으며 1985년에 철거되었다. 그러나 등선교를 철거하던 중 다리 중간 부분이 갑자기 끊어져 인부 8명이 강물에 추락했다. 이 사고로 2명이 실종되고 6명이 부상했다.

## 같이 보기
- 강촌역
- 남해대교 - 현존하는 대한민국에서 가장 오래된 현수교